# II Liceum Ogólnokształcące im. Stefana Banacha w Świdnicy
II Liceum Ogólnokształcące im. Stefana Banacha – liceum ogólnokształcące w Świdnicy, znajdujące się przy ulicy Równej 11.

## Historia

### Budynek szkoły przed II wojną światową
W budynku szkoły postawionym w roku 1903 funkcjonowała Szkoła Ewangelicka, która od 1928 roku nosiła imię Johanna H. Pestalozziego. Z tego okresu pochodzą kolumna z symbolami zodiaku i fontanna z popiersiem Johanna H. Pestalozziego. Wskutek reorganizacji z roku 1936 została podzielona na dwa oddziały: Pestalozzischule I (dziewczęta) i Pestalozzischule II (chłopcy). Zajęcia szkolne w obu oddziałach prowadzono do 1945 r.

### Po 1945 roku
Do niedawno wyzwolonej Świdnicy przybył Mieczysław Kozar-Słobódzki, który w budynku przy Równej 11 utworzył Państwowe Koedukacyjne Gimnazjum i Liceum im. Jana Kasprowicza (obecnie I Liceum Ogólnokształcące im. Jana Kasprowicza). Od 1 września 1950 r. w Świdnicy funkcjonowała świecka Szkoła Stopnia Podstawowego TPD, w której zorganizowano pierwszą i jedyną klasę licealną. Władze oświatowe wydały decyzję dotyczącą utworzenia w Świdnicy drugiej szkoły kształcącej na poziomie średnim, która od 1951 r. nosiła miano „Szkoły Ogólnokształcącej Stopnia Podstawowego i Licealnego TPD”. Szkoła podstawowa miała pierwszą swoją siedzibę przy al. Wojska Polskiego, następnie przy ul. Folwarcznej 2, a od 1951 r. zaczęła funkcjonować już w budynku przy ul. Równej 11. Z początkiem roku szkolnego 1955/56 zmieniono nazwę szkoły na „Szkołę Podstawową i Liceum Ogólnokształcące TPD”. W następnym roku była to już „Szkoła Podstawowa i Liceum Ogólnokształcące”. W 14 maja roku 1966 nadano szkole imię Generała Aleksandra Zawadzkiego oraz ustalono nazwę na „II Liceum Ogólnokształcące im. Gen. Al. Zawadzkiego w Świdnicy”. 1 września 1977 r. szkoła przybrała nazwę: „Zespół Szkół Ogólnokształcących II Liceum Ogólnokształcące im. Gen. Al. Zawadzkiego w Świdnicy”, gdyż do II Liceum dołączyło Liceum dla Pracujących oraz Średnie Studium Zawodowe. W lutym 1990 r. decyzją Rady Pedagogicznej zniesiono patrona szkoły. Odtąd istniał „Zespół Szkół Ogólnokształcących II Liceum Ogólnokształcące w Świdnicy”. 23 marca 2018 roku odbyła się uroczystość związana z nadaniem II Liceum Ogólnokształcącemu imienia Stefana Banacha oraz wprowadzeniem Sztandaru.

## Sukcesy

### Rankingi Perspektyw
W ciągu wielu lat szkoła zajmowała wysokie (w porównaniu do innych liceów w powiecie świdnickim) miejsca w rankingu jednak w ostatnich latach nastąpił spadek poziomu

## Poczet Dyrektorów
| Imię i nazwisko     | Okres sprawowania funkcji |
| ------------------- | ------------------------- |
| Paweł Kulczak       | 1 IX 1950 – 1 VII 1951    |
| Paweł Wrzeszczyński | 1 VII 1951 – 31 VIII 1952 |
| Józef Krasoń        | 1 IX 1952 – 15 XI 1953    |
| Marian Bocian       | 15 XI 1953 – 15 VIII 1955 |
| Leon Gruszecki      | 15 VIII 1955 – 20 II 1960 |
| Janina Tołłoczkowa  | 20 II 1960 – 30 IX 1961   |
| Adam Masternak      | 1 X 1961 – 31 XII 1963    |
| Włodzimierz Radlak  | 1 I 1964 – 31 XII 1966    |
| Zenon Michalczyk    | 1 I 1967 – 31 XII 1990    |
| Bogusław Wojskowicz | 1 I 1991 – 31 VIII 2011   |
| Jacek Iwancz        | od 1 I 2011               |

## Znani absolwenci i nauczyciele II Liceum

### Absolwenci
- Marian Ursel – filolog, specjalizujący się w historii literatury. Nauczyciel akademicki związany z Uniwersytetem Wrocławskim i Karkonoską Państwową Szkołą Wyższą w Jeleniej Górze. Rektor tej ostatniej uczelni w latach 2015–2020[12][13]
- Marcin Drąg – profesor nauk chemicznych, nauczyciel akademicki Politechniki Wrocławskiej, laureat nagrody Fundacji na rzecz Nauki Polskiej[14]
- Krzysztof Abramski – inżynier elektroniki, profesor nauk technicznych. Nauczyciel akademicki związany z Politechniką Wrocławską[13]
- Halina Aszkiełowicz – siatkarka polskiej reprezentacji, brązowa medalistka olimpijska z Meksyku, wicemistrzyni Europy, brązowa medalistka mistrzostw Europy[13]
- Tadeusz Jauer – generał dywizji Wojska Polskiego, doktor nauk wojskowych, szef Wojsk Obrony Przeciwlotniczej[13]
- Jarosław Włodarczyk – historyk astronomii, profesor w Instytucie Historii Nauki im. Ludwika i Aleksandra Birkenmajerów PAN, członek korespondent Académie internationale d'histoire des sciences(inne języki), Polskiej Akademii Nauk i Towarzystwa Naukowego Warszawskiego
- Wojciech Murdzek – prezydent Świdnicy (w latach 2002–2014), poseł na Sejm VIII i IX kadencji, minister nauki i szkolnictwa wyższego[15]
- Jerzy Kramarczyk – aktor teatralny, filmowy i dubbingowy. Znany z głosu Listonosza Pata i Strażaka Sama[16]
- Wojciech Koryciński – pisarz, krytyk literacki, regionalista. Laureat Nagrody Kulturalnej Prezydenta Miasta Świdnicy za osiągnięcia w dziedzinie twórczości artystycznej, upowszechniania i ochrony kultury[17]
- Juliusz Chrząstowski – aktor teatralny i filmowy, reżyser i animator kultury[18][19]
- Janusz Zagórski – polski dziennikarz, publicysta, ufolog, badacz zjawisk niewyjaśnionych[20]
- Krzysztof Czapla – polski dyplomata w stopniu ambasadora tytularnego[21]
- Kamil Omar Kuraszkiewicz – egiptolog, pracownik naukowy UW[9]

### Nauczyciele
- Kazimierz Bełz – samorządowiec, nauczyciel, od 2001 do 2002 prezydent Świdnicy[22]

## Wyróżnienia
- Medal Komisji Edukacji Narodowej[9]